# USS Freedom (LCS-1)
El USS Freedom (LCS-1) es el líder de la clase Freedom de buques de combate litoral  (LCS), y es el tercer buque de la Armada de los Estados Unidos en recibir dicho nombre. Es producido por el consorcio de Lockheed Martin, en competición con el diseñado por General Dynamics USS Independence. Fue oficialmente aceptado el 18 de septiembre de 2008.
Fue diseñado para una variedad de misiones en aguas poco profundas, con capacidad antisubmarina y antisuperficie, así como de medidas contraminas y despliegues humanitarios; el buque es de fondo semiplano y monocasco, con un diseño capaz de alcanzar los 45 nudos.
Fue dado de alta en Milwaukee, Wisconsin, el 8 de noviembre de 2008, como USS Freedom en el que será su puerto base de San Diego (California). El 29 de septiembre de 2021 fue dado de baja del servicio naval, después de numerosos problemas operativos y de coste.

## Diseño
El USS Freedom es el primero de dos diseños de LCS diametralmente diferentes; el segundo de ellos, el USS Independence, es un trimarán construido por General Dynamics' Bath Iron Works y Austal USA en Mobile, Alabama. El USS Freedom ha sido diseñado como un buque rápido y maniobrable.
El buque es un monocasco semiplano de acero, con la superestructura construida en aluminio, capaz de alcanzar 45 nudos. El diseño incorpora una gran cantidad de células configurables para permitir un rápido intercambio de módulos, según el perfil de la misión.

## Concepto de operaciones
El concepto de despliegue operacional incluye el despliegue de equipos de dos o tres barcos para operar en el litoral en apoyo de otros grupos mayores. El concepto operacional procede directamente del informe "A Cooperative Strategy for 21st Century Seapower."  de la Navy's Maritime Strategy
El USS Freedom tendrá inicialmente su base en San Diego con dos tripulaciones que se alternarán en periodos de cuatro meses para entrenamiento en el mar.

## Historia

### Construcción

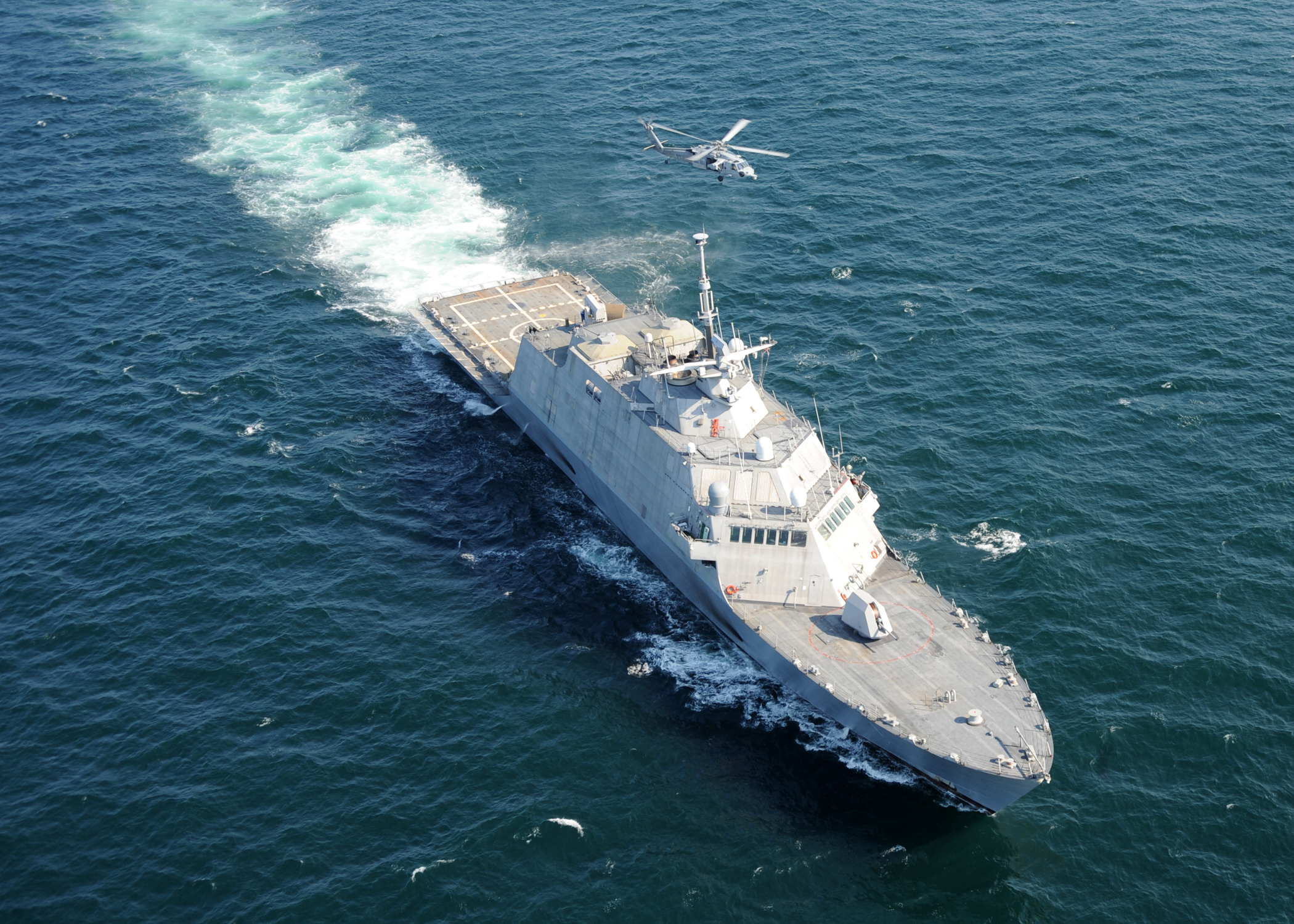
Vista aérea del LCS-1 con esquema de pintura gris original en 2009. Nótese el helicóptero MH-60S Sea Hawk volando.

El contrato de construcción fue firmado por el equipo de Lockheed Martin para el  LCS (Lockheed Martin, Gibbs & Cox, Marinette Marine, Bollinger Shipyards) en mayo de 2004. Su quilla, fue puesta en grada el 2 de junio de 2005, por Marinette Marine en Marinette, Wisconsin. El buque fue amadrinado por Birgit Smith, la viuda del sargento 1º del Ejército de los Estados Unidos Paul Ray Smith, que recibió a título póstumo la Medalla de Honor por su actuación durante la guerra en Irak. Las iniciales de la señora Smith están soldadas en la quilla del buque.
El USS Freedom fue botado el 23 de septiembre de 2006, entregado a la armada estadounidense el 18 de septiembre de 2008, y dado de alta en Milwaukee el 8 de noviembre.

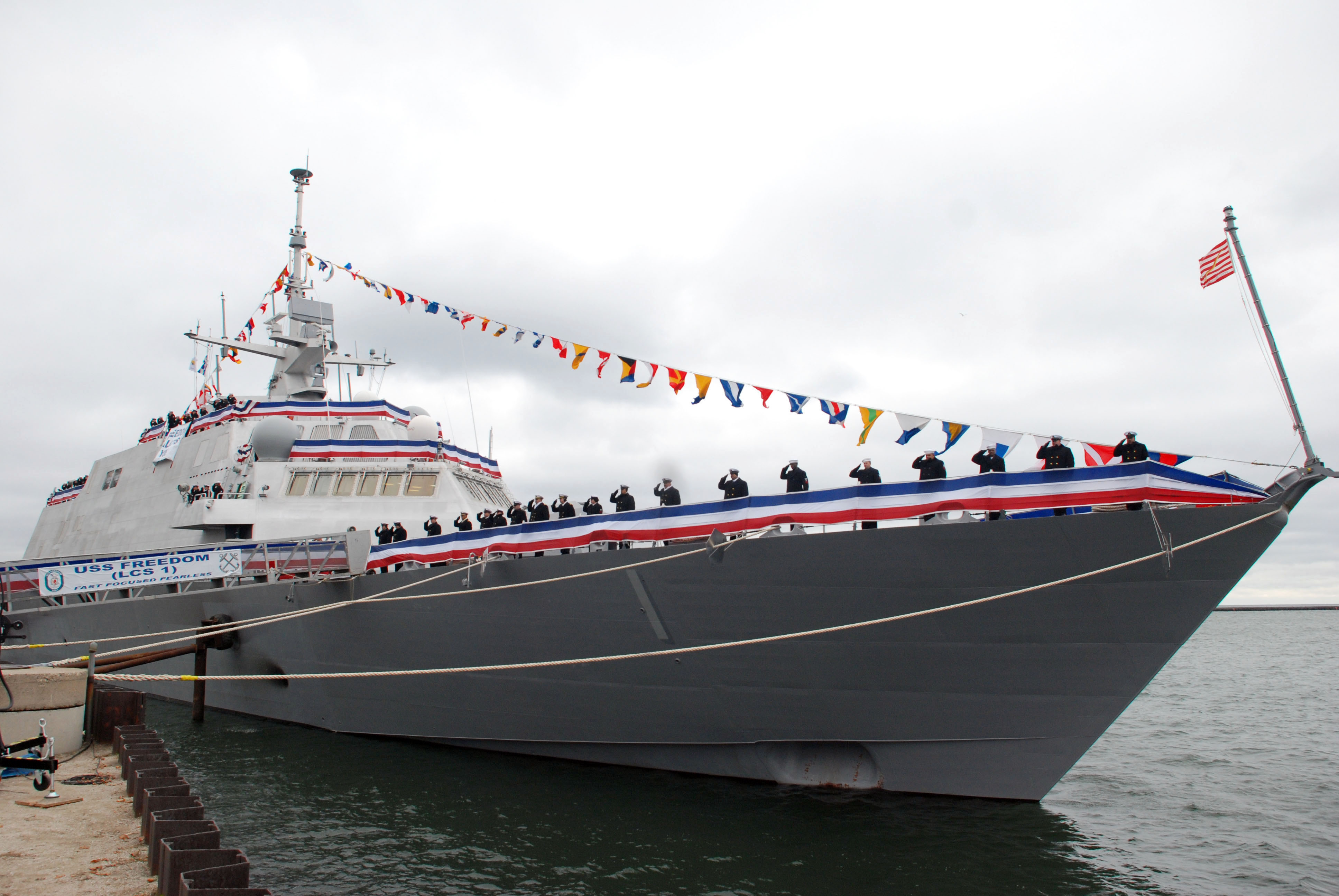
LCS-1 durante puesta en marcha del buque en 2008.

Los costes se dispararon durante la construcción del USS Freedom, lo que provocó que el gobierno insinuase el posible paro de los trabajos y, finalmente, la cancelacioón del LCS-3 (el segundo de los barcos de Lockheed Martin) el 13 de abril de 2007. El 25 de abril de 2008 el New York Times editó un artículo altamente crítico tanto contra el USS Freedom como contra su competidor el USS Independence en el que demostraba los fallos del programa de la armada de buque de combate litoral.
Antes de la entrega el comité de inspección y supervisión (INSURV) realizó pruebas para la aceptación a bordo del LCS 1 desde el 17 al 21 de agosto de. El INSURV encontró la nave "capaz, bien hecha y preparada para inspección" y recomendó que el jefe de operaciones navales autorizara la entrega del buque. Debido a que los ensayos fueron realizados en el lago Míchigan, algunos sistemas del buque, incluidos el de aviación y los sistemas del combate, no podrían ser probados. Los sistemas no probados durante sus pruebas serían examinados por el INSURV a comienzos de 2009 en Norfolk y en mar abierto.

### Operaciones

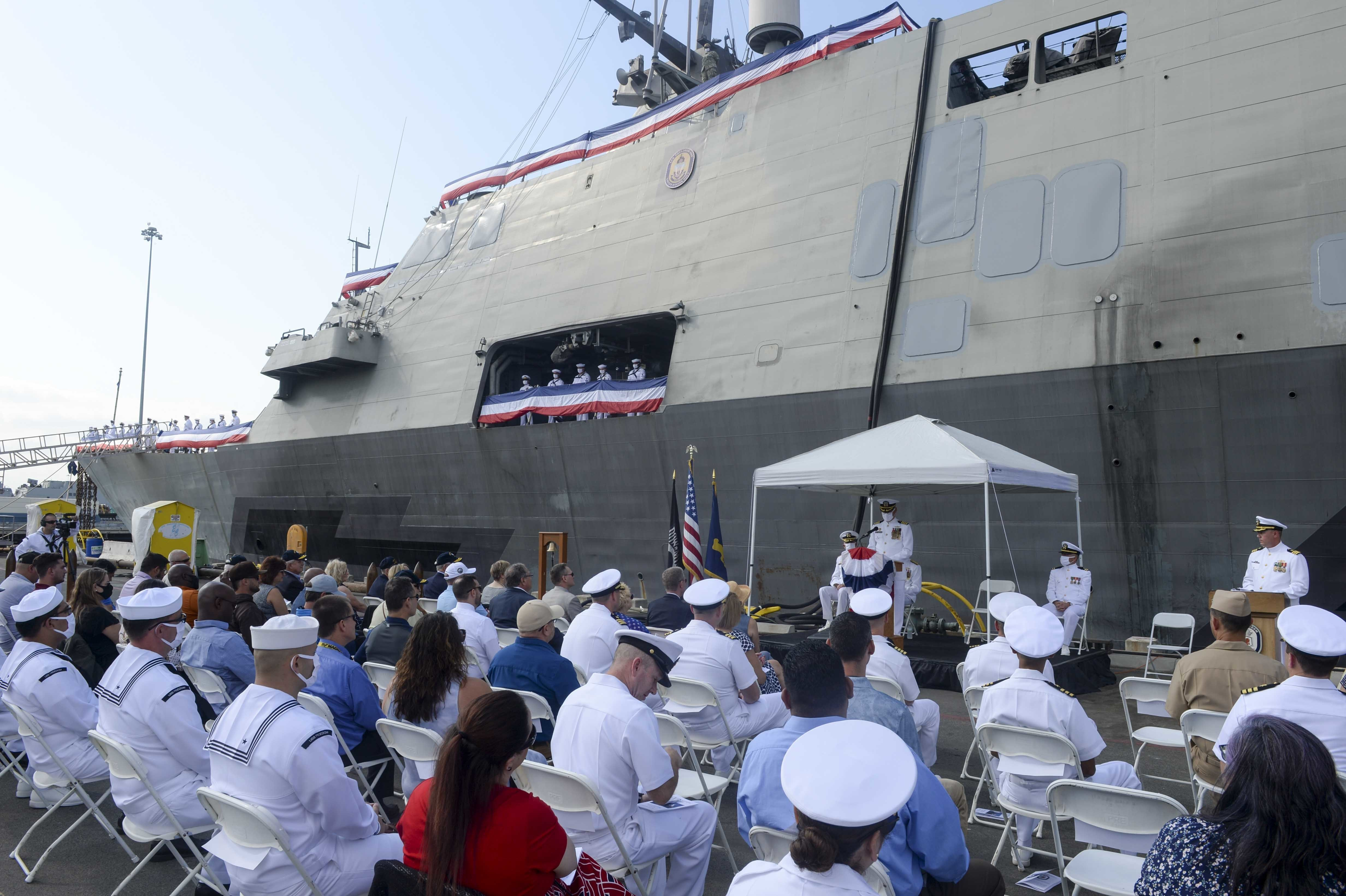
El último oficial al mando del USS Freedom habla durante la ceremonia de desmantelamiento del barco, septiembre de 2021.

El 15 de febrero de 2010 navegó hasta la base naval de Mayport para su primer despliegue como apoyo a las operaciones de la SOUTHCOM. El 4 de abril de 2010 el Freedom entró en el área de responsabilidad de la tercera flota. El 22 de febrero, en la costa de Colombia, persiguió una presunta lancha planeadora de transporte de drogas, que ante la presencia del buque huyó a aguas colombianas. La tripulación del Freedom recuperó del agua 1/4 de tonelada de cocaína descargada por la tripulación de la planeadora.
El 12 de septiembre de 2010 la avería en la turbina de gas de estribor Rolls-Royce MT30 provocó que tuviera que utilizar sus motores diésel para volver a puerto.
Durante un temporal en sus pruebas oceánicas en febrero de 2011, el buque sufrió una grieta de 150 mm en el casco, por la que perdía 19 litros de agua por hora. El problema apareció debido a un error de diseño en las soldaduras. Las reparaciones comenzaron el 27 de junio de 2011.
En febrero de 2020 se anunció por parte de la armada que el Freedom y el segundo buque de su clase, el Fort Worth (LCS-3) serían dados de baja tras 12 y 8 años de servicio respectivamente. La baja del Freedom se hizo efectiva el 29 de septiembre de 2021.

### Buques de la clase
• USS Fort Worth (LCS-3)
• USS Milwaukee (LCS-5)
• USS Detroit (LCS-7)
• USS Little Rock (LCS-9)
• USS Sioux City (LCS-11) 
 • USS Wichita (LCS-13)
• USS Billings (LCS-15)
• USS Indianapolis (LCS-17)
• USS St. Louis (LCS-19)
• USS Minneapolis-Saint Paul (LCS-21)
• USS Cooperstown (LCS-23)
• USS Cooperstown (LCS-23)
• USS Marinette (LCS-25)
• USS Nantucket (LCS-27)
• USS Beloit (LCS-29)
• USS Cleveland (LCS-31)

### Buques similares
• USS Independence (LCS-2)